# Parafia Ikony Matki Bożej „Znak” w Valencii
Parafia Ikony Matki Bożej „Znak” – prawosławna parafia w Valencii, należąca do eparchii południowoamerykańskiej Rosyjskiego Kościoła Prawosławnego poza granicami Rosji.
Językiem liturgicznym parafii jest cerkiewnosłowiański.